# サイレントヒルのキャラクター

## キーパーソン
アレッサ・ギレスピー
生まれつき不可思議な力を持つ少女で、『1』や『3』、『ゼロ』の物語の要となるキーパーソン。
サイレントヒルで活動するカルト教団の司祭ダリアの娘としてこの世に生を受けるが、小学生時代は生まれつきの能力のせいでクラスメートからは「魔女」と呼ばれて虐めを受け続け、更には狂信的な信仰心を持つ母親からは虐待を受ける日々を送る。その後は『ゼロ』(当時七歳)にて母親が行った儀式によって神に憑かれ、更には儀式の際に発生した火災により致死レベルの大火傷を全身に負う。その後、母親によって神を出産させられそうになるが、サイレントヒル出身のトラックドライバーであるトラヴィスの助けを借りて神の復活を阻止することに成功し、自らの魂の半分を赤子として具現化させた上で遠くへ逃がすことで自らの神の母体としての力を半減させ、そのまま神の成長を止める。その後はアルケミラ病院の地下に監禁され、以後は7年間にも渡って母親から拷問を受けるようになり、それでもシェリルの幸せを壊したくないという思いから拷問に耐えていたが、7年後(当時14歳)に当たる『1』の数日前に遂には精神が限界に達し、シェリルに助けを求めることでサイレントヒルに呼び寄せる。その後、『1』の冒頭でシェリルと融合し、再び一つの存在となることで超能力を取り戻すと同時に火傷も完治し、何とか教団の呪縛から解き放たれるが、一方では胎内の神の成長も再開したために自らに宿る神を異世界や自分自身もろとも滅ぼすために町の各地に滅びの紋章「メトラトンの印章」を描く。終盤では後一歩のところでダリアに騙されたハリーによって阻止されると共にダリアに再び捕らえられてしまい、異世界の最深部にて未熟な神へと変貌し、更には魔除けの薬品「アグラオフォティス」を浴びたことで不完全な神を早産してしまうが、ハリーが神を倒したことで死ぬ間際に自我を取り戻し、直後に最後の力を振り絞って自らの生まれ変わりである赤子をハリーに託すと共に崩壊する世界の時間をせき止め、最後はハリーが現実世界に生還したことを見届けた後に静かに息絶えた。
『3』では主人公であるヘザーの前世且つ母親である存在として度々名前が登場する他、クローディアと幼馴染みの関係であったことが明らかとなる。また、遊園地ではメリーゴーランドにこびり付いた妄執が具現化したクリーチャー「メモリーオブアレッサ」として出現し、ヘザーを苦しみから解放させたいという善意によって倒されては復活を繰り返して執拗に襲い掛かるが、結局はヘザーに倒される。終盤ではヘザーの中にある自身の記憶として覚醒し、一時的にアレッサとしてクローディアと会話をする。
シェリル・メイソン
『1』や『3』、『ゼロ』に登場するハリーの娘だが、正体はアレッサが遠くへ逃がした魂の片割れである。『1』の数日前にアレッサの苦痛を感知し、休暇を過ごす場所にサイレントヒルを指定した。その後、『1』の冒頭にアレッサと融合して再び一つの存在となるが、それ以降はアレッサと運命を共にし、最後はハリーに感謝を示して息絶えた。
ヘザー(シェリル・メイソン)
『3』の主人公で、ハリーの養女だが、正体はアレッサとシェリルの生まれ変わりである。
最初はアレッサやシェリルとしての記憶を失っていたが、物語の中盤では殺されたハリーの復讐のためにサイレントヒルに向かうことを決心し、その過程でクローディアが引き起こした異変や裏世界をさ迷う内に記憶を思い出す。その後、ダグラスやヴィンセントと協力して教会に向かい、そこで自身の体に宿る神をハリーの遺品を用いて吐き出し、更にはクローディアが無理やり復活させた不完全な神を倒してダグラスと共にサイレントヒルを脱出した。
ウォルター・サリバン
聖母派の儀式「21の秘跡」の術者で、『4』の物語の要となるキーパーソンであり、同作中の事件の首謀者でもある。
地方中規模都市「サウスアッシュフィールド(SAF)」にあるアパート「SAFハイツ」の302号室で両親から望まれぬ生を受けたことでへその緒がついたまま置き去りにされるが、管理人であるフランクによってセントジュローム病院に運ばれたことで一命を取り留め、後に教団の下部組織「サイレントヒル・スマイルサポート協会(4S)」が運営する孤児院「希望の家」に引き取られる。その後、教団による洗脳を受け、教団司祭であるジミー・ストーンやジョージ・ロステンらによって「21の秘跡」の術者として育成されるが、大人になった後はジョージが仕込んでいた「ヴァルティエル」が覚醒したことで性格が変貌し、遂には儀式を開始すると共にジミーとジョージを含めた10人の人間を殺害する。その後は殺人の罪で逮捕されるが、獄中にて儀式の過程である「解放の儀式」を執り行うことでゴーストと化し、更にはSAFハイツに異世界を創造させる。その後、儀式の生贄として他の人間を異世界に取り込んだ上で殺害し、『4』では異世界に取り込まれたヘンリーの目の前でも四人の人間を殺害するが、儀式の完遂のために中盤では住人であるアイリーンとヘンリーを付け狙う。終盤では異世界の最深部にて巨大な怪物に変貌した自らの遺体と共にヘンリーの前に姿を現し、儀式の完遂のために彼と対峙するが、自身の弱点が書かれた「赤の書」に従ったヘンリーによって返り討ちに遭い、最後は死ぬ間際に「ママ」と言い残して静かに息絶えた。
ウォルター少年
異世界で母親の姿を求めて徘徊する謎の少年だが、正体は「解放の儀式」によってウォルターから分離した「純粋に母親を求める想い」が幼少時代の姿を借りて具現化した存在である。異世界で彷徨っていたところをヘンリーやアイリーンと出会うが、最後は本体であるウォルターが倒されたことで異世界と共に消滅する。

## その他教団の関係者

### 聖女派
ダリア・ギレスピー
『1』や『ゼロ』の黒幕で、サイレントヒルで活動する土着宗教団体の司祭。「聖女派」と呼ばれる派閥の筆頭的存在として君臨しており、娘であるアレッサへの愛情よりも教団の悲願である神の復活に対する執着が遥かに上回っている。
『ゼロ』にて自宅で発作的に儀式を行って娘に神を宿すが、その際に大量の炎を使用したために7棟が全焼する程の火事を引き起こす。その後、アレッサから神を出産させようとするが、アレッサが魂の半分を逃がしたために神の成長は止まってしまい、それによって計画自体は一度は頓挫する。その後も諦め切れずにアレッサをアルケミラ病院の地下に監禁し、彼女に呪法による拷問を与えて魂の片割れを呼び寄せようとしており、7年後にようやく音をあげたアレッサが魂の片割れを呼び寄せたことで再び一つの存在にすることに成功した。その後は魂の片割れである少女のシェリルの養父であるハリーを利用してアレッサを捕らえ、異世界の最深部でアレッサに神を出産させようとするが、カウフマンに銃撃されて重症を負い、更にはカウフマンがアレッサにアグラオフォティスを浴びせたせいで神は早産してしまうという結果となり、最後は不完全な神が放った雷を受けて焼死する。
クローディア・ウルフ
『3』に登場するカルト教団の「聖女派」に属する司祭。アレッサの2歳年下の幼馴染みとして在り続けており、ダリアの死後は彼女の後継者的存在として君臨している。また、狂信的な信者である父親のレナードから幼い頃から虐待を受けていたが、姉の様に慕っていたアレッサを心の拠り所にしており、それ故にアレッサの事を大切に想っている。
アレッサが亡くなった後は彼女を失った悲しみから父親と同様に狂信的な信仰心を持つようになり、更には同じ教団内部の人間にさえ恐れられる程の危険人物として変貌する。その後はかつてアレッサや自身が望んだ苦しみの無い楽園を実現させようと行動を開始し、ヘザーの胎内に存在する神を成長させるためにハリーを間接的に殺害して憎しみを抱かせ（神は憎しみなどの負の感情を糧に成長する）、その上でサイレントヒルにヘザーをおびき寄せる。その後、異世界の最深部にて自らの対立者であるヴィンセントを刺殺し、直後にヘザーを追い詰めるが、ヘザーがハリーの遺品であるアグラオフォティスを服用したことで神の胎児を吐き出されてしまい、それによってヘザーを母体に神を復活させるという計画自体は一度は失敗する。その後は諦め切れずに自ら神の胎児を飲み込むことで神の母体となり、直後にヴァルティエルに連れ去られてしまい、最後は神を出産して死亡する。
レナード・ウルフ
『3』に登場するクローディアの実父。正義感が強いが、教団に対して狂信的な信仰心を持っており、更には「神の楽園を築く資格があるのは選ばれた人間だけ」という選民思想も併せ持っている。また、クローディアの「全ての人を苦しみから解放するために神の楽園を築く」という考え方と対立しており、その理由からブルックヘイブン病院の地下室に監禁されていた。
『3』にてヘザーに電話で助けを求め、裏世界への入り口を教える。その後、病院の地下でヘザーと合流するが、彼女が教団の信者では無いことを知った途端に騙されたと勘違いし、更にはメトラトンの印章が描かれたタリスマンを奪いに来たと思い込んでヘザーを殺すために姿を表す。その後はクローディアの父親に対する恐怖や憎しみが投影されたために異形の人型クリーチャーと化しており、そのままヘザーと交戦するが、最終的には返り討ちに遭って死亡した。

### 聖母派
トビー・アーチボルト
『4』に登場する「聖母派」の司祭。マリファナを生成して密売しており、密売で得た資金で一度は閉鎖されていた孤児院「希望の家」を再開させた。別の派閥にいた司祭のジミー・ストーンとジョージ・ロステンの死後は同じく密売で得た資金で揺らぐ教団を支える一方で、別の方法で市議会議員にまで上り詰めたが、最後は「21の秘跡」のための犠牲者に選んだウォルターによって殺害された。その後、ゴーストと化した。

### ヴァルティエル派
ジミー・ストーン
『4』に登場するヴァルティエル派の司祭。同派閥を立ち上げており、また赤いバンダナを着用しているために「赤い悪魔」と呼ばれていた。「希望の家」に引き取られていたウォルター・サリバンを「21の秘跡」の「術者」として選び、自身の右腕であるジョージ・ロステンに育てさせたが、最後は「21の秘跡」のための最初の犠牲者に選んだウォルターによって殺害された。その後、ゴーストと化した。
ジョージ・ロステン
『4』に登場するヴァルティエル派の司祭で、ジミー・ストーンの右腕。ジミーの命令でウォルターを「術者」として育て上げ、その際に儀式のために殺人を犯すように唆した（つまりはウォルターにヴァルティエルを仕込んだ）が、最後は「21の秘跡」のための犠牲者に選んだウォルターによって殺害された。

### 派閥不明
ヴィンセント
『3』に登場する派閥不明のカルト教団の司祭。神の楽園を望んではおらず、むしろ神の力で得られる現実世界での実利そのものに拘っており、それ故に自身の思想とクローディアの悲願とは違うこともあって彼女と対立している。
『3』にてクローディアを始末するためにヘザーに助言を与えて彼女への復讐に協力する。終盤ではレナードが「神を滅ぼす」道具であると信じていたメトラトンの印章が描かれたタリスマンでクローディアの野望を阻止しようとするが、クローディアによって背中を刺されて重傷を負う。その後、最後の力を振り絞ってヘザーに印章を使うように指示するが、結局は印章は役に立たず、最後は止めを刺されて死亡した。

### アルケミラ病院の職員
マイケル・カウフマン
『1』や『ゼロ』に登場するアルケミラ病院の院長。アレッサを秘密裏に監禁する見返りとして麻薬「PTV」を教団から授受しており、それを観光客相手に売り捌いていたが、それと同等にリサにも同じ麻薬を与えて病院から離れられなくしてから彼女にアレッサの看護を担当させている。また、教団の協力者でありながらも信仰心は微塵も持ち合わせていないが、アレッサの力が自らの悪事の隠蔽に利用できるという理由から積極的にダリアに協力している。
『1』の終盤ではダリアに利用されていたことに怒ってダリアを銃撃し、更にはアレッサにアグラオフォティスを浴びせて神を早産させるなどの神の打倒に大いに貢献したが、最後は幽霊と化していたリサにしがみ付かれた上で奈落へと転落するという因果応報の結末を迎えた。
リサ・ガーランド
『1』や『3』、『ゼロ』に登場するアルケミラ病院に勤める看護婦。
カウフマンからアレッサの看護を任されるが、彼女が致死レベルの火傷を負いながらも生きていることやアレッサの境遇を見ていられずに病院を辞めようとするが、その時にはカウフマンから麻薬を与えられていた事もあって完全に依存症となっていたために結局は辞めることが出来ず、そのまま狂った末に死亡し、最終的には自らの死にすら気が付かずに異世界に迷い込む。その後、ハリーとのやり取りを重ねるごとに真相に気付いていき、終盤では遂に自らの死を自覚して血にまみれた姿へと変貌し、最後はカウフマンを道連れに奈落へと消えた。
『3』ではヘザー（アレッサ）の回想として登場する。

### シェパードグレンの教団
マーガレット・ハロウェイ
カーティス・アッカーズ

### その他
アンドリュー・デサルヴォ
『4』に登場する「希望の家」の元監視員。酒癖が悪く、ウォルター・サリバンを含む子供達を日常的に虐待しており、それ故に子供達からは非常に恐れられていた。「21の秘跡」のための犠牲者に選んだウォルターによって殺害され、後にゴーストと化した。
修道女

## メイソン家
ハロルド(ハリー)・メイソン
『１』の主人公。『３』『ゼロ』の登場人物。職業はライター。
『ゼロ』のエンディングにて、妻と共に路上で赤子(アレッサの魂の片割れ)を拾い、シェリルと名付け養女にした。それから三年後に妻を病気で失った。『１』の数日前、纏まった休暇をもらい、シェリルの提案でサイレントヒルへ観光目的で訪れることを決める。『１』のオープニングにて、車でサイレントヒルへ向かうが、突如路上に現れたアレッサの幻影にあわててハンドルを切り損ない、転落事故を引き起こす。事故を機に娘が行方不明になったため、娘の姿を求めてサイレントヒルの町を奔走する。
『１』の序盤に出会った警官シビルと協力し、謎の女性ダリアの助言通り「少女の姿をした悪魔」とされるアレッサを追い、ダリアから渡されたオブジェ、フラウロスでアレッサを無力化し、追い詰める。しかしその直後に本性を露にしたダリアの口から、自分が騙されていたことを知り、絶望するが、シェリルとアレッサの両方を救いたいと思うようになり、異世界の最深部を目指し、最後はアレッサから生み出された神を倒し、アレッサとシェリルの生まれ変わりである赤子を抱き抱えながら異界から脱出した。その後、その赤子に再びシェリルと名付けるが、教団の目を欺くためにヘザーという偽名を名乗らせる。ヘザーが3歳の時、ポートランドにて追跡してきた強盗に変装した教団メンバーを殺害している。
『３』の冒頭、ヘザーと電話で会話した後、ヘザーが自宅にたどり着く前にクローディアの傀儡であるクリーチャー「ミショナリー」に暗殺された。
また、『３』では、彼が書いた日記や手記を入手できる他に、『１』のセーブポイントであるメモスタンドに彼が書き残したメモを実際に読むことができる。さらに、ヘザーが常に持ち歩くペンダントや、自宅で入手できるスタンガンは彼の遺品である。特に、ペンダントに入っているアグラオフォティスの結晶は、ヘザーが神との因縁に決着をつける決定打となり、死後も娘を守り続けた。
因みに、雑居ビルで異世界に移行する際に聞こえる、「侵食されているんだ。もう一つの世界に」という台詞は、『１』でのハリーの台詞である。
ジョディ・メイソン
ハリーの妻。『１』の四年前に病死しており、『ゼロ』のエンディングと『１』のオープニングにのみ登場する。ハリーと共に路上で赤子を拾い、シェリルと名付け養女にした、シェリルの名付け親。病弱で、子供を産むのが難しい状態だったらしい。

## サンダーランド家
フランク・サンダーランド
ジェイムス・サンダーランド
メアリー・シェパード・サンダーランド
マリア

## オラスコ家
トーマス・オラスコ
オラスコ夫人
アンジェラ・オラスコ
アンジェラの兄

## ボールドウィン家
アーネスト・ボールドウィン
エイミー・ボールドウィン

## グレイディ家
リチャード・グレイディ
ヘレン・グレイディ
トラビス・グレイディ
サイレントヒル出身のトラックドライバー。
『ゼロ』の主人公であり、『HC』『RV(映画)』の登場人物。
幼い頃に両親を亡くし、その事がトラウマになっている。『ゼロ』にて、アレッサを火事から救いだした事を機に異界に取り込まれ、自らの過去やダリアら教団の野望に立ち向かっていく。
最後はアレッサから誕生しようとした神を倒し、サイレントヒルから脱出した。『HC』では、序盤に登場し、アレックスをトラックに乗せてシェパードグレンへと送った。
『RV(映画)』では、サイレントヒルから脱出したヘザーとヴィンセントのヒッチハイクに応じ、トラックに乗せた。

## ペンドルトン家
マーフィー・ペンドルトン
キャロル・ペンドルトン
チャーリー・ペンドルトン

## サイレントヒルの住人
K.ゴードン
ロジャー・ウィドマーク
スタンレー・コールマン
ビリー・ロケイン
ミリアム・ロケイン
シャロン・ブレイク
ハワード・ブラックウッド
DJロバート(ボビー)・リックス
J.P.セイター

## ブラームスの住人
シビル・ベネット
『１』『映画版』のヒロイン的存在。サイレントヒルの隣町、ブラームスの婦人警官。カフェでハリーを保護して以降、彼と共にシェリルを探す。物語の終盤、アレッサを止めるため遊園地に向かうが、その道中で謎のクリーチャーに寄生されてしまい、正気を失った状態でハリーと再会する。
因みに、『HC』のウィーラーの台詞によると、現実世界では未だに行方不明とされている。

## サウスアッシュフィールドの住人

### サウスアッシュフィールドハイツの住人
ヘンリー・タウンゼント
アイリーン・ガルビン
リチャード・ブレインツリー
ジョセフ・シュライバー
マイク
レイチェル
ウォルターの父親&母親

### その他の住人
シンシア・ベラスケス
スティーブ・ガーランド
リック・アルバート
ウィリアム・グレゴリー
エリック・ウォルシュ
ピーター・ウォールズ
警部
新米刑事

## シェパードグレンの住人

### シェパード家
アダム・シェパード
リリアン・シェパード
アレックス・シェパード
ジョシュア(ジョッシュ)・シェパード

### ハロウェイ家
エル・ハロウェイ
ノーラ・ハロウェイ

### バートレット家
サム・バートレット
ジョーイ・バートレット

### フィッチ家
マーティン・フィッチ
スカーレット・フィッチ

### その他
ジェイムス・ウィーラー

## ライアル刑務所の関係者
ジョージ・スーエル
フランク・コールリッジ
パトリック・ネイピア

## ウェイサイド刑務所の関係者
アン・マリー・カニンガム

## その他の人物
ローラ
エディー・ドンブラウスキー
ダグラス・カートランド
『３』に登場する、元刑事の私立探偵。クローディアから依頼されてヘザーを見つけ出し、クローディアに会わせようとしたが、怪異に巻き込まれる。
ジャスパー・ゲイン
ボビー・ランドルフ
セイン・マーティン
男の子
女の子

## UFOエンディングのキャラクター
UFO
宇宙人
柴犬

## サイレントヒル シャッタードメモリーズの登場人物及び登場クリーチャー

### メイソン家
ハリー・メイソン
ダリア・メイソン
シェリル・ヘザー・メイソン

### スチュアート家
マイク・スチュアート
ルーシー・スチュアート

### アルケミラ病院の関係者
マイケル・カウフマン
リサ・ガーランド

### その他サイレントヒルの住人
シビル・ベネット
ミッシェル・バルデス
ジョン

### クリーチャー
ロウショック(女性)
ロウショック(肥大)
ロウショック(ブロークン)
ロウショック(痩身)
ロウショック(複合)

## 映画版の登場人物

### キーパーソン
アレッサ・ギレスピー
シャロン・ダ・シルバ
ダーク・アレッサ
アレッサ本体

### 教団の関係者
クリスタベラ
ダリア・ギレスピー
レナード・ウルフ
クローディア・ウルフ
ヴィンセント・クーパー
アンナ
レッド・ナース

### ダ・シルバ家
クリストファー・ダ・シルバ(ハリー・メイソン)
ローズ・ダ・シルバ

### ブラームス市警察
シビル・ベネット
トーマス・グッチ警部

### その他の人物
ダグラス・カートランド
トラヴィス・グレディ